# 中和幹線
中和幹線（ちゅうわかんせん）は奈良県桜井市黒崎から奈良県香芝市穴虫に至る奈良県道である。
地域高規格道路である候補路線である中和西幹線と計画路線である中和東幹線道路の総称としても使用され、都市計画道路として中和幹線として指定されている。この場合は国道165号の拡幅事業についても含むため、本稿でも記載する。

## 概要
計画路線の中和東幹線（桜井市 - 橿原市）と候補路線である中和西幹線（橿原市 - 柏原市）からなる。さらに、中和西幹線の香芝市 - 柏原市間は、国道165号を拡幅する「香芝・柏原区間」としての整備が予定されているが、2010年5月現在では未着手である。
都市計画事業として実施していたこともあり、沿道市町が管理していた（一部に既存県道との重複区間あり）が、2012年3月28日に香芝市西真美 - 逢坂間が供用開始し、国道165号間がつながることから、2012年4月1日より奈良県が全線を一括管理して「奈良県道105号中和幹線」となった。道路標識や地図における案内は「中和幹線」で統一されている。
- 距離：約22.2 km（うち、奈良県域延長は約21.2 km）
- 主な経由地：橿原市、大和高田市、香芝市
- 重複区間：奈良県道50号大和高田桜井線（橿原市 - 大和高田市）、奈良県道199号慈恩寺三輪線（桜井市）
- 設計速度：60 km/h
- 車線数：全線4車線
- 道路規格：第4種第1級（香芝柏原改良区間は除く）

## 中和東幹線
- 距離：約8.5 km
- 起点：奈良県桜井市黒崎
- 終点：奈良県橿原市土橋町（土橋町南交差点 = 国道24号橿原バイパス交点）

### 脇本道路
国道165号の拡幅事業であり、2014年3月27日に供用開始した。 工事中には雄略天皇が造成したとされる泊瀬朝倉宮に推定される脇本遺跡が発見された。

### 県道中和幹線
国道165号より分岐する。2010年4月16日に国道169号交点（総合庁舎前交差点）までが供用を開始した。新規供用区間では初瀬川や桜井線が存在するため、2つの高架橋でこれらを越える構造となっており、中間地点にあたる桜井市金屋では、桜井市街への通行の便を図るためにオン・オフランプが設置されている。国道169号以東は田園地帯を西進するが、近年では桜井市上之庄や東新堂、橿原市常盤町・葛本町において、郊外型のスーパーマーケットや家電量販店、外食店の進出が顕著である。国道24号交点（葛本町交差点）前後は短い距離に信号機が集中する構造となっており、混雑が激しい。近鉄橿原線および近鉄新ノ口短絡線を高架橋で越えた後に、中和西幹線との境界である国道24号橿原バイパス交点（土橋町南交差点）に至る。同交差点も葛本町交差点と同様、平面交差である上に、国道バイパス側には側道も存在するために信号の待ち時間が長く、西行きを中心に渋滞が顕著に発生している。

## 中和西幹線
- 距離：約13.5 km（うち、奈良県域延長は約12.9km）
- 起点：奈良県橿原市土橋町（土橋町南交差点 = 国道24号橿原バイパス交点）
- 終点：大阪府柏原市田辺（国道165号交点）

### 県道中和幹線
土橋町南交差点から、橿原市真菅地区の住宅地を西進する。中曽司町から先、大和高田市松塚までは長らく2車線での暫定供用となっていたが、2006年4月12日、京奈和自動車道の一部開通にあわせて4車線での供用を開始した。大和高田市域からは再び田園地帯の趣が色濃くなり、広陵町に入って奈良県道5号大和高田斑鳩線と交差する。広陵町以西は真美ヶ丘ニュータウンを横断するが、右折レーンが整備されていない交差点が多く存在していたので、交通状況によっては急な車線変更を強いられていた。香芝市下田東で奈良県道203号上中下田線と交差し、これより以西の香芝市逢坂までは長らく建設中となっていたが、2012年3月28日14時より供用開始となった。この区間の途中に存在する和歌山線・国道168号・奈良西幹線を高架橋、および地下トンネルにより立体交差している。香芝市逢坂からは住宅地を突き抜けるように西進し、近鉄大阪線を高架橋で越えた後、緩やかな上り勾配を経て国道165号交点（穴虫西交差点）に至る。

### 香芝柏原改良
- 距離：約2.8 km（うち、奈良県域延長は約1.8 km）
- 道路規格：第3種第2級

国道165号を現在の2車線から4車線に拡幅して柏原市の西名阪自動車道柏原ICに達する計画となっており、平成23年度に新規事業化された。

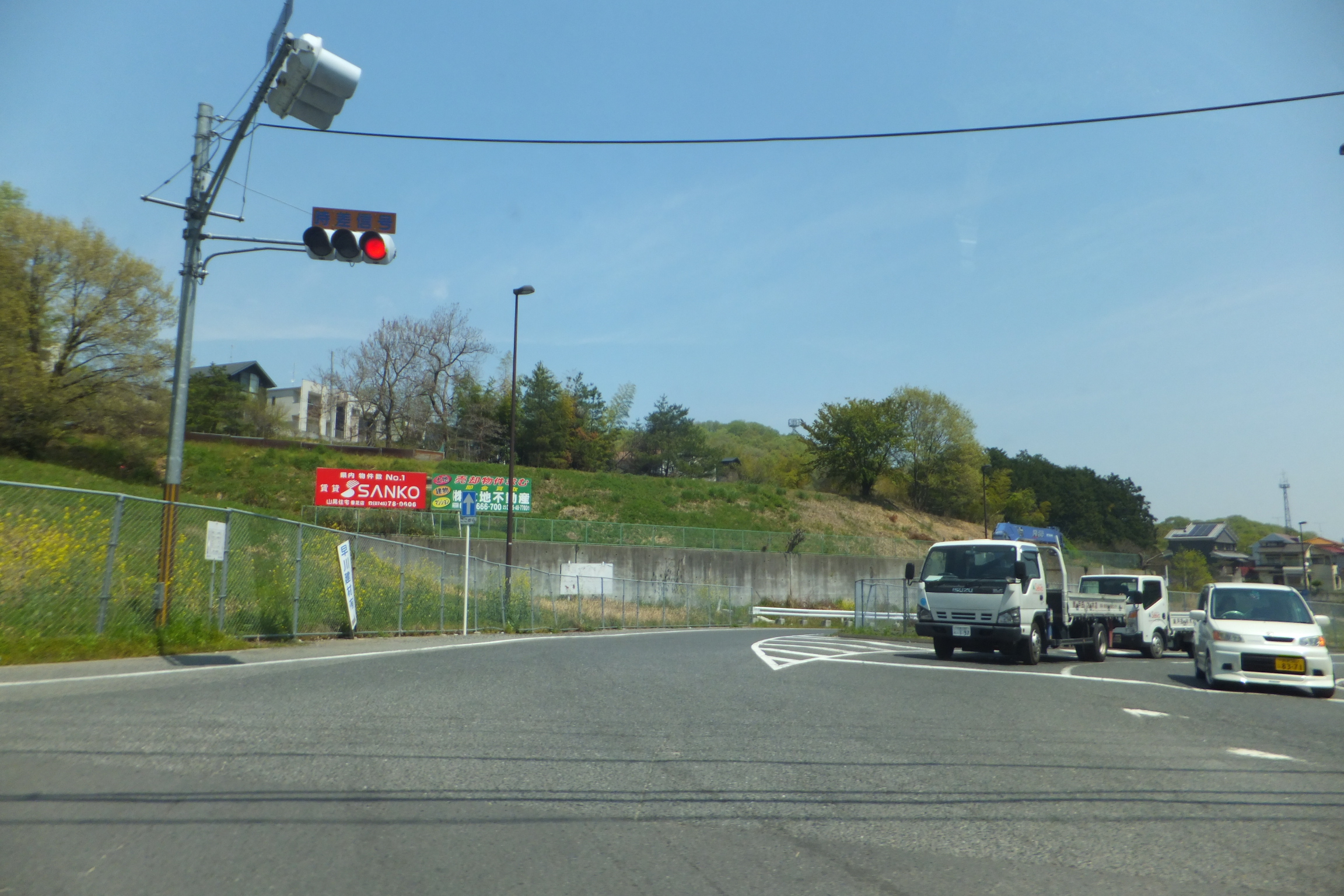
暫定終点付近 奈良県香芝市穴虫で撮影
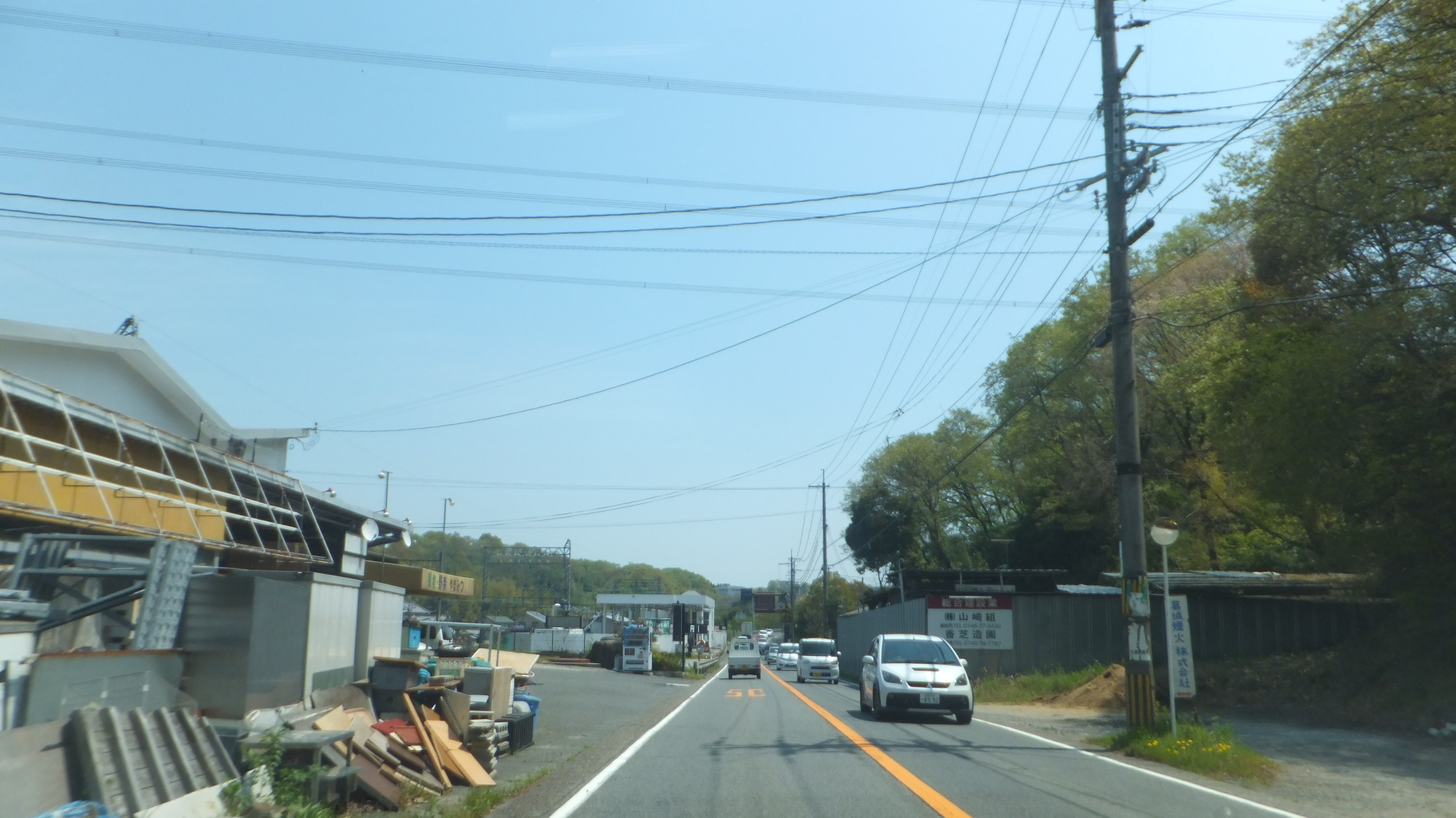
未着手の区間 奈良県香芝市穴虫で撮影
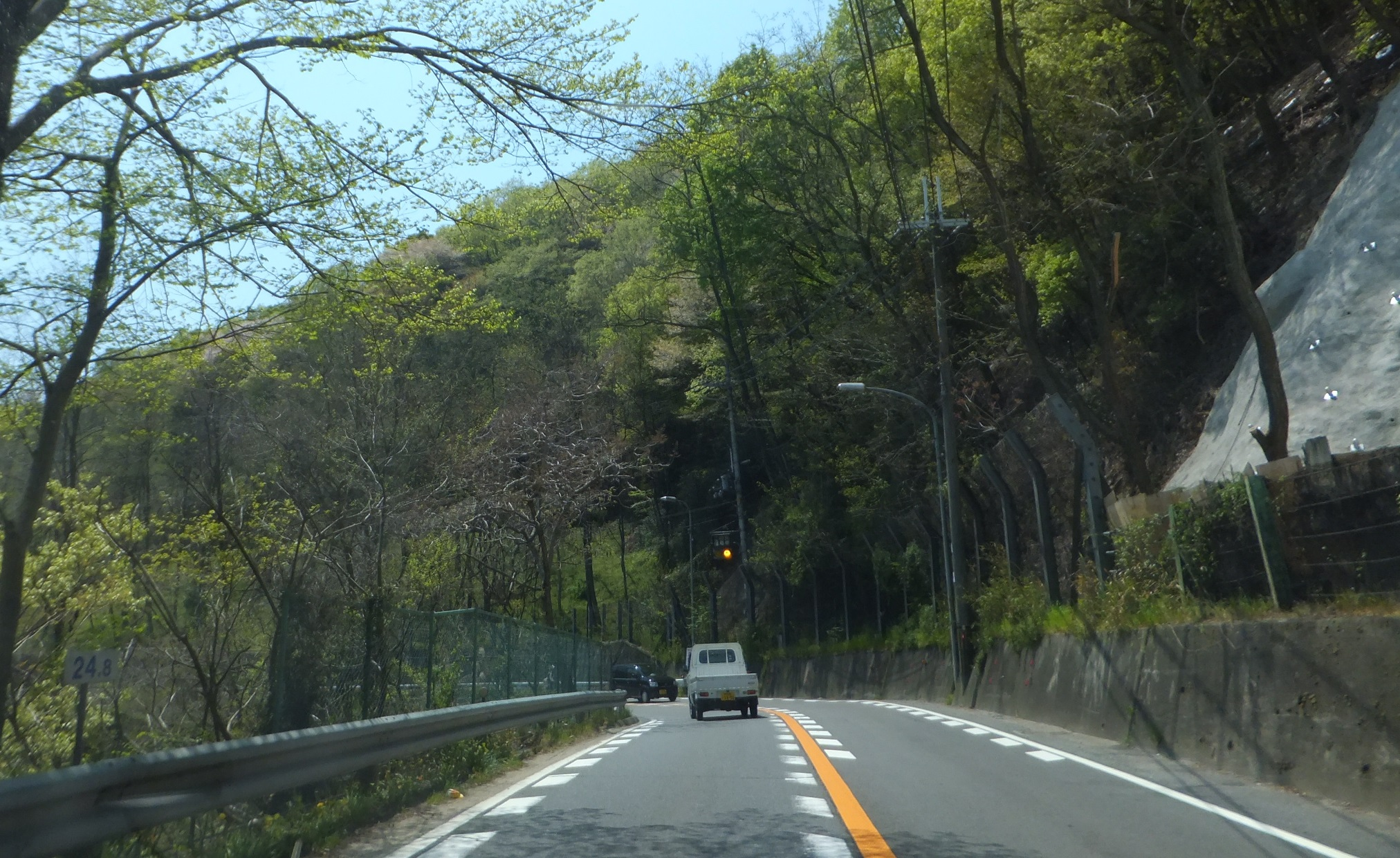
未着手の区間 大阪府柏原市田辺2丁目で撮影

## 交差する主な道路（奈良県道中和幹線）
- 施設名欄の背景色が■である部分は接続する計画である道路・交差点名を示す。
- 交差する場所の括弧書きは地名、それ以外は交差点名で表示

| 交差する道路                                     | 交差する場所 | 交差する場所    | 交差する場所       | 備考 |
| ------------------------------------------------ | ------------ | --------------- | ------------------ | --- |
| 国道165号                                        | 奈良県       | 桜井市          | 脇本               | |
| 国道169号                                        | 奈良県       | 桜井市          | 桜井警察署東       | |
| 国道169号〈桜井バイパス〉                        | 奈良県       | 桜井市          | 上之庄             | |
| 奈良県道14号桜井田原本王寺線                     | 奈良県       | 桜井市          | 東新堂北           | |
| 国道24号                                         | 奈良県       | 橿原市          | 葛本町             | |
| 国道24号〈橿原バイパス〉（京奈和自動車道一般部） | 奈良県       | 橿原市          | 土橋町南           | ※中和東幹線・中和西幹線 境界点 |
| 奈良県道50号大和高田桜井線                       | 奈良県       | 橿原市          | (中曽司町)         | |
| 奈良県道50号大和高田桜井線                       | 奈良県       | 大和高田市      | (松塚)             | |
| 奈良県道277号大和高田広陵線                      | 奈良県       | 大和高田市      | (松塚)             | |
| 奈良県道5号大和高田斑鳩線                        | 奈良県       | 北葛城郡 広陵町 | 大塚               | |
| 奈良県道132号河合大和高田線                      | 奈良県       | 北葛城郡 広陵町 | 新そらつ橋西詰     | |
| 奈良県道203号上中下田線                          | 奈良県       | 香芝市          | 西真美ヶ丘団地入口 | 本線は立体交差、側道のみ接続。 柏原方面は北今市3西交差点まで側道。 |
| 国道168号                                        | 奈良県       | 香芝市          | 北今市3            | 本線は立体交差、側道のみ接続。 ここから桜井方面へは行けない構造であるため、香芝IC方面から桜井方面 へは、北今市3西交差点を利用する必要がある。 なお、この構造のため、国道168号奈良西幹線は、渋滞が非常に激しい。 |
| 国道168号〈奈良西幹線〉                          | 奈良県       | 香芝市          | 北今市3西          | 本線は立体交差、側道のみ接続。 柏原方面は長い側道の後本線に合流する。 |
| 国道165号                                        | 奈良県       | 香芝市          | 穴虫西             | |

## 通過する市町村
- 奈良県
  - 桜井市 - 橿原市 - 大和高田市 - 北葛城郡広陵町 - 香芝市
- 大阪府
  - 柏原市